# Aleta (zoología)
Las aletas son los órganos externos que vertebrados acuáticos utilizan para la locomoción y el equilibrio.

## Peces

### Tipos de aletas

Lampanyctodes hectoris
(1)-Opérculo, (2)-Línea lateral, (3)-Aleta dorsal, (4)-Aleta adiposa, (5)-Pedúnculo caudal, (6)-Aleta caudal, (7)-Aleta anal, (8)-Fotóforos, (9)-Aletas pélvicas (pares), (10)-Aletas pectorales.

#### Pares
Son aquellas aletas que se encuentran fuera del plano de simetría bilateral, por lo que existe una en cada uno de los lados, como se aprecia en la imagen.

##### Pectorales
Se ubican detrás de las aberturas de las branquias y ayudan al movimiento del pez.

##### Pélvicas
Inmediatamente en frente de la parte posterior.
Esas aletas tienen una relación evolutiva con las extremidades de los vertebrados terrestres. Su función es principalmente estabilizadora y la de formar un disco succionador que puede ser usado para adherirse a objetos.

#### Impares
Son las que se ubican en el plano de simetría bilateral. El número de ellas no es necesariamente impar (puede haber, por ejemplo, dos aletas dorsales).

##### Dorsales
Una aleta dorsal es una aleta localizada en la espalda de algunos peces, ballenas, delfines, marsopas.
Su propósito principal es estabilizar al animal contra el rollido y asistir en súbitos giros. Algunos animales han desarrollado aletas dorsales con funciones protectoras, como las espinas o venenos. Muchos siluros pueden trabar su espina central de la aleta dorsal en una posición extendida para asegurar su predación o clavarlos contra una grieta. 
Las espinas dorsales se presentan en una variedad de formas y tamaños. Y son famosas en mostrarse como signo de acercamiento de tiburones.

##### Caudal

Tipos de aleta caudal:
(A)-Heterocerca, (B)-Protocerca, (C)-Homocerca, (D)-Dificerca.

La aleta caudal es una aleta impar que termina el cuerpo de los animales acuáticos, especialmente los peces o ciertos mamíferos marinos, en el extremo de su pedúnculo caudal.
A veces lobulada, en la parte posterior del cuerpo. Tiene radios espinosos y simples pero también pueden ser compuestos. Se clasifican en:
- Heterocerca
- Protocerca
- Homocerca
- Dificerca

##### Anal
Se ubican en la región ventral, detrás del ano.
Estas aletas son excrecencias de la piel y en los peces teleósteos son soportadas por radios, que son escamas modificadas. En los peces cartilaginosos (Chondrichthyes), son soportadas por filamentos de ese material.
En los mamíferos acuáticos, como las ballenas y las focas, lo mismo que en las aves (pingüinos) las aletas son transformaciones de las terminaciones de sus extremidades (manos y pies).

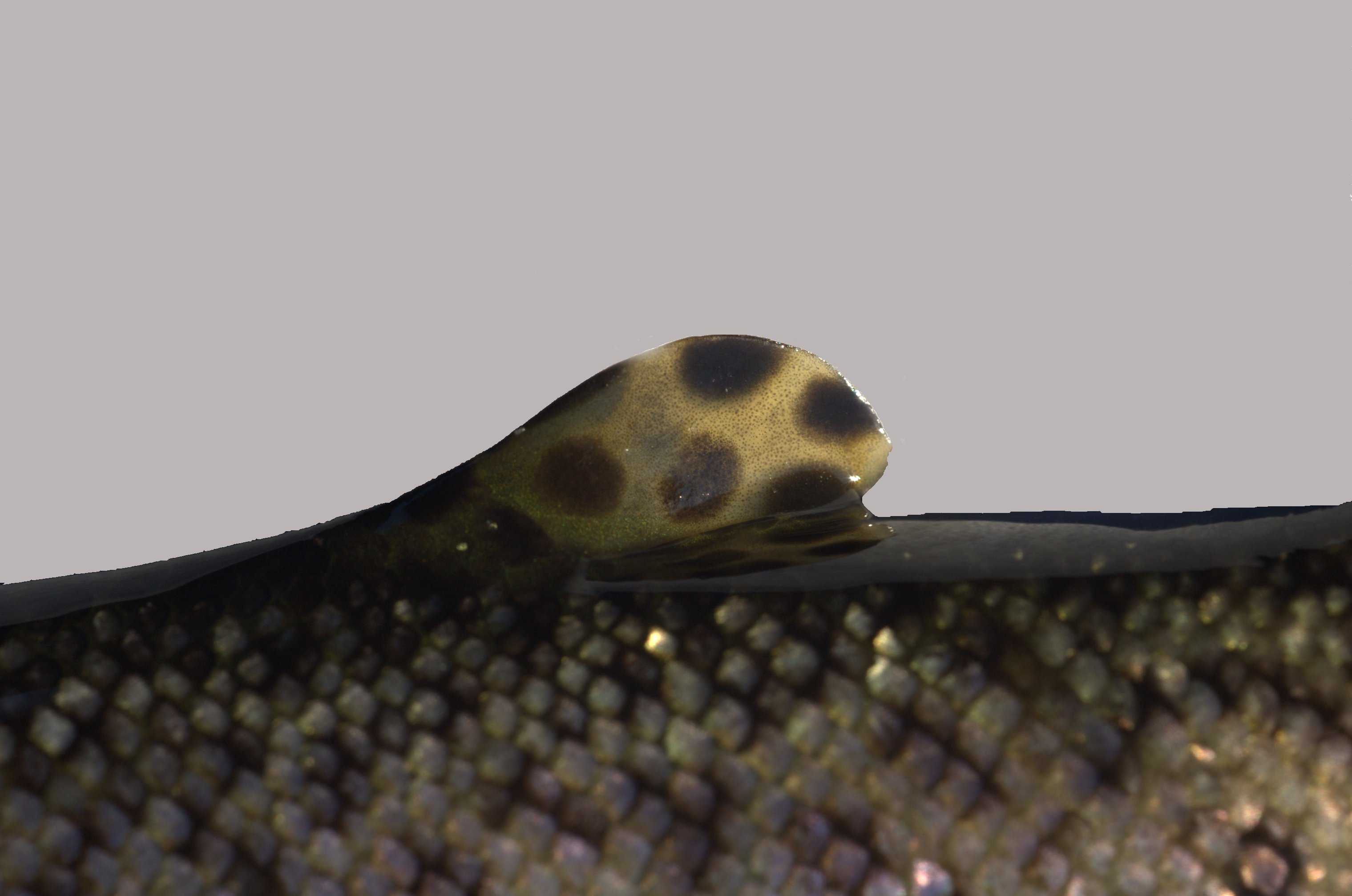
Aleta adiposa de trucha arcoíris (Oncorhynchus mykiss).

#### Aleta adiposa
La aleta adiposa es una aleta de consistencia carnosa encontrada entre la aleta dorsal y la aleta caudal. Se encuentra en nueve órdenes de peces teleósteos, en percopsiformes, myctophiformes, aulopiformes, stomiiformes, salmoniformes, osmeriformes, characiformes, siluriformes y argentiniformes. Su tamaño es muy variable.

### Fórmula de las aletas
Es usada por los ictiólogos para describir un pez y reconocer las diferencias entre especies. En general, la aleta es identificada mediante letras mayúsculas (D: dorsal; A: anal; T: torácica; AB: abdominal; C: caudal), el número de radios espinosos se escribe en cifras romanas, y el número de radios blandos en cifras arábigas.
Por ejemplo:
- D IV/8, A III/5 = Aleta dorsal con 4 espinas y 8 radios blandos, aleta anal con 3 espinas y 5 radios blandos.
- D2 3/9 = Segunda dorsal con 3 radios blandos indivisos y 9 radios blandos divididos.

### Diversidad de Aletas

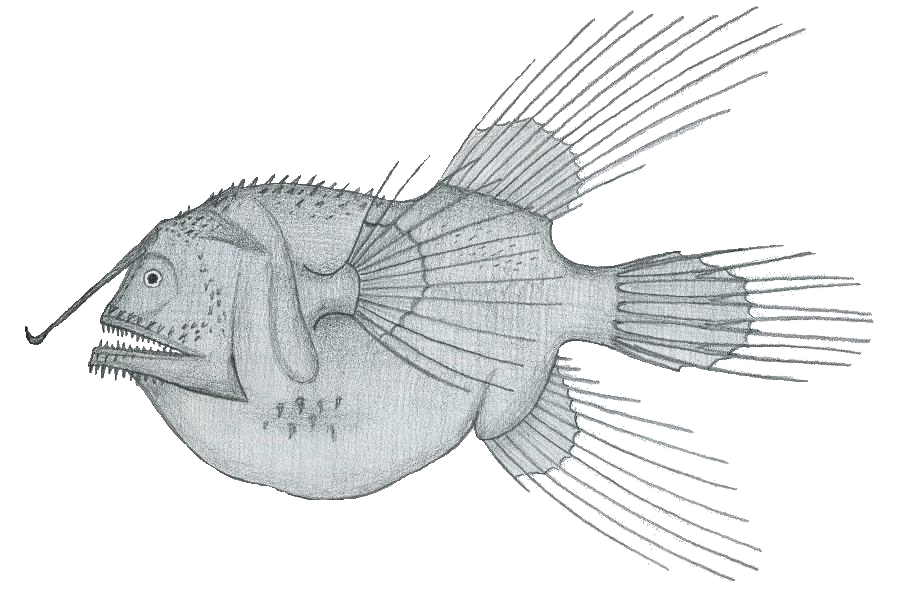
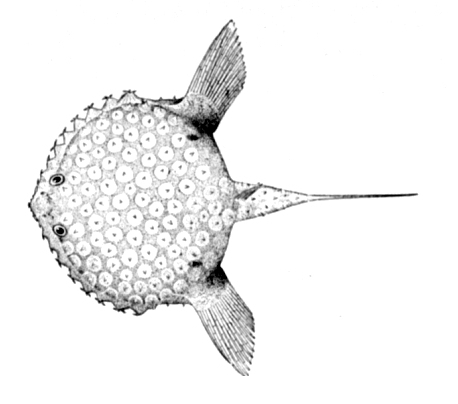
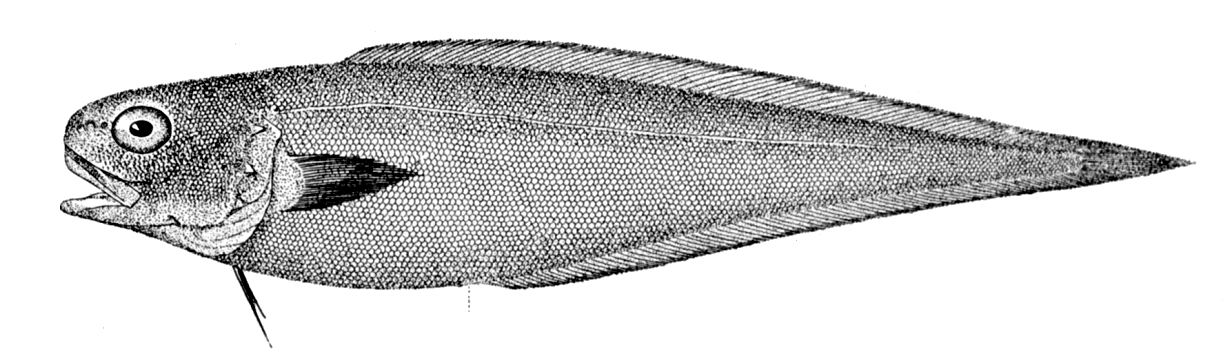
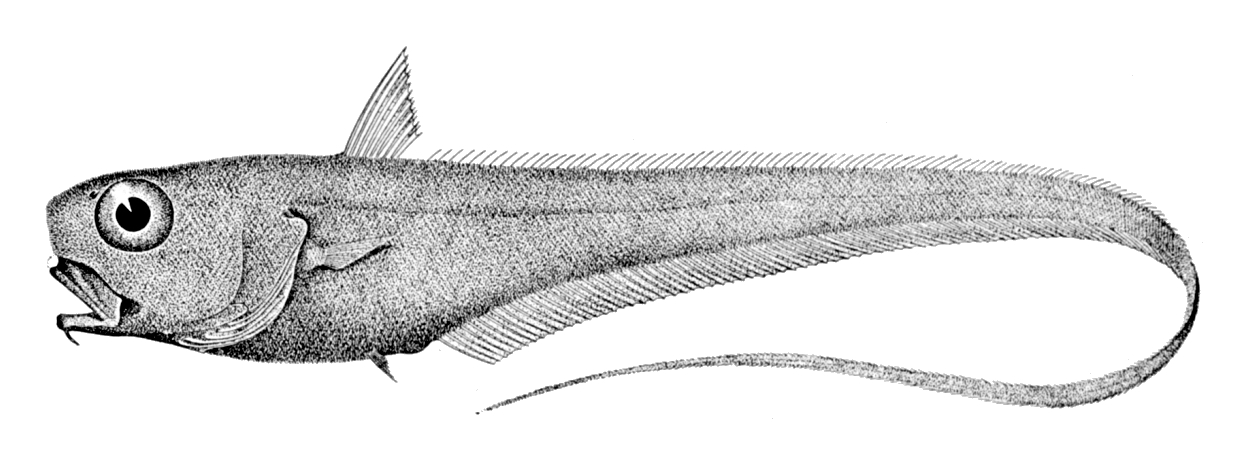
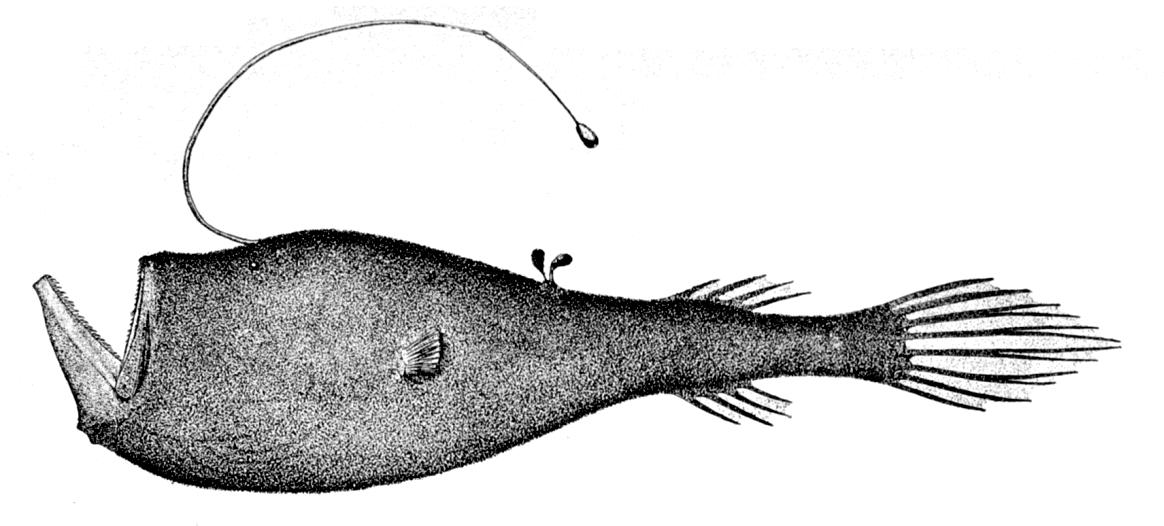
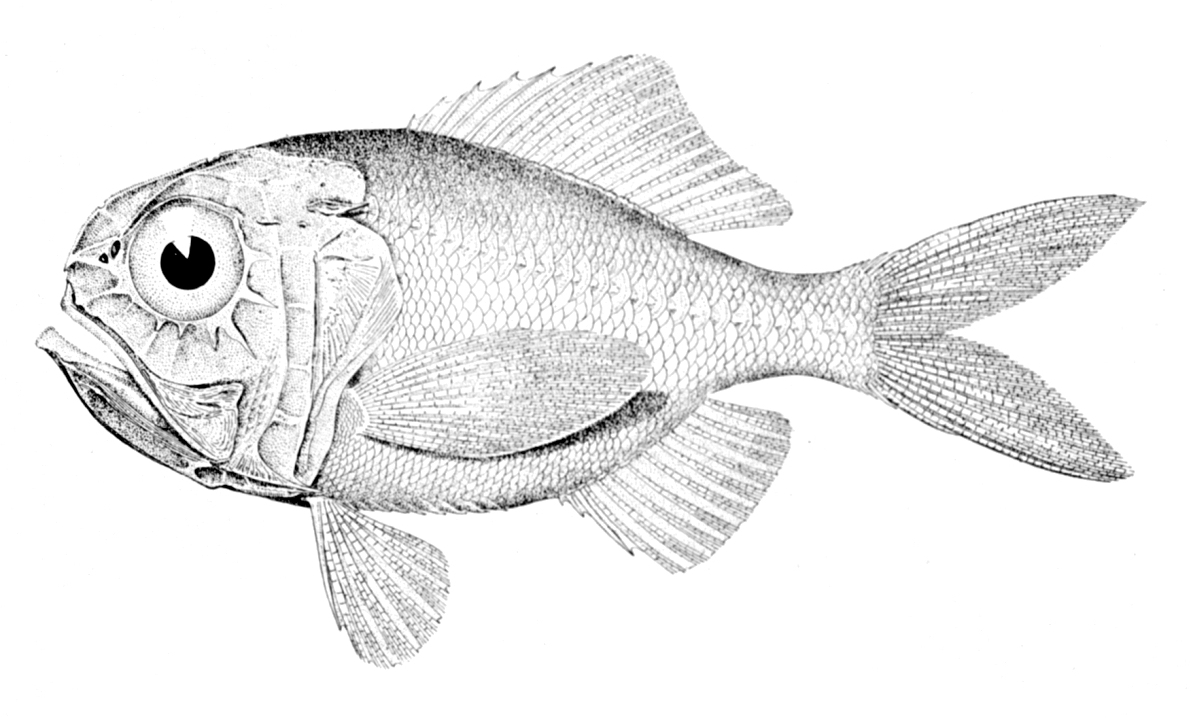
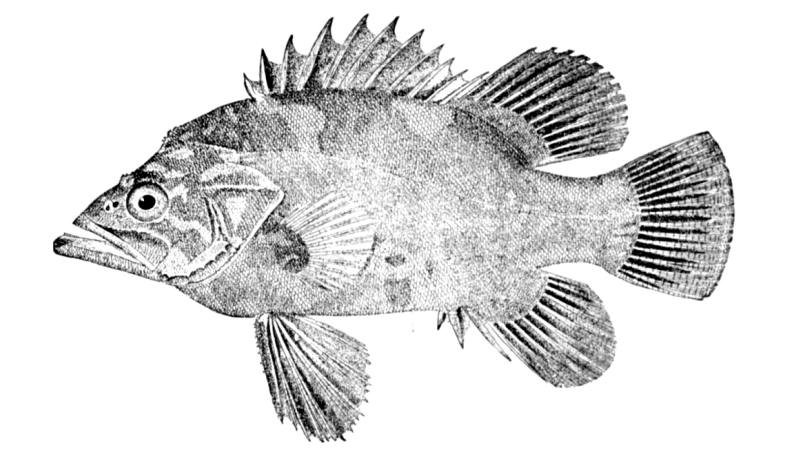
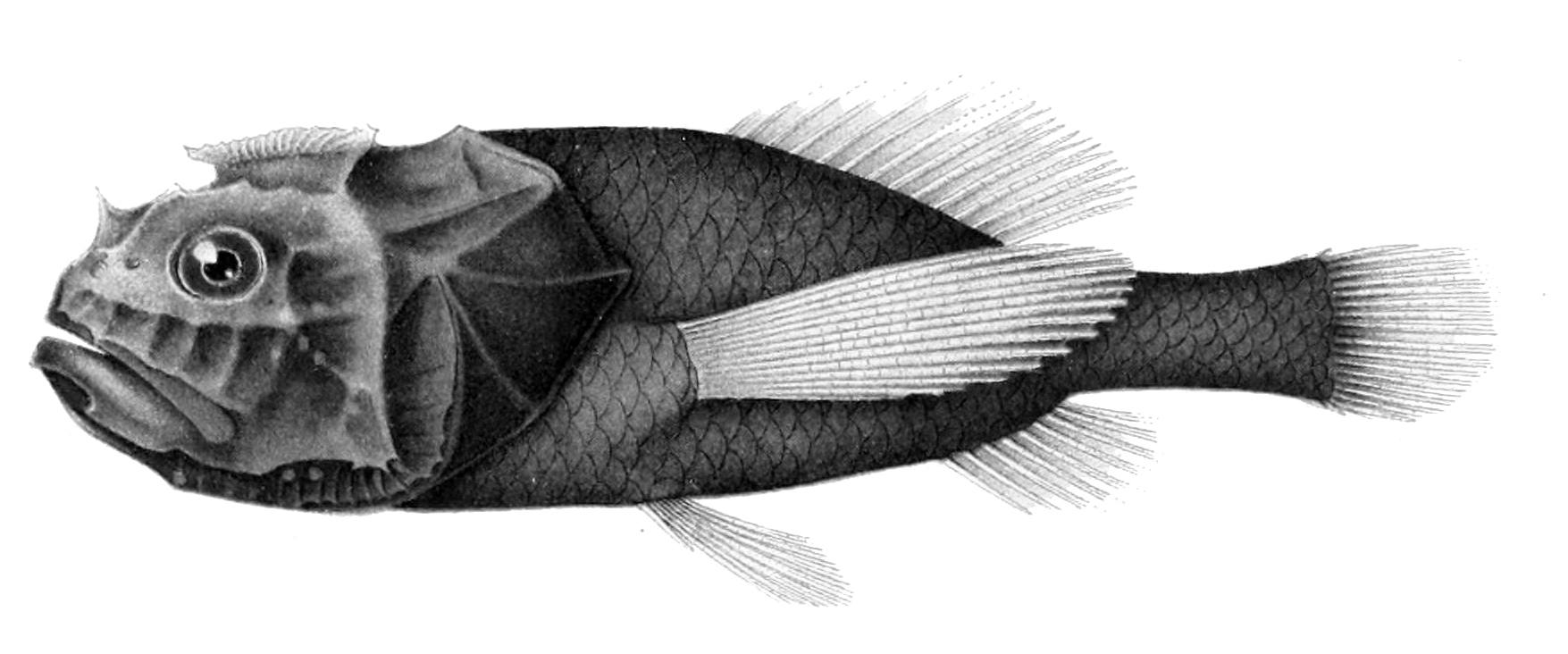
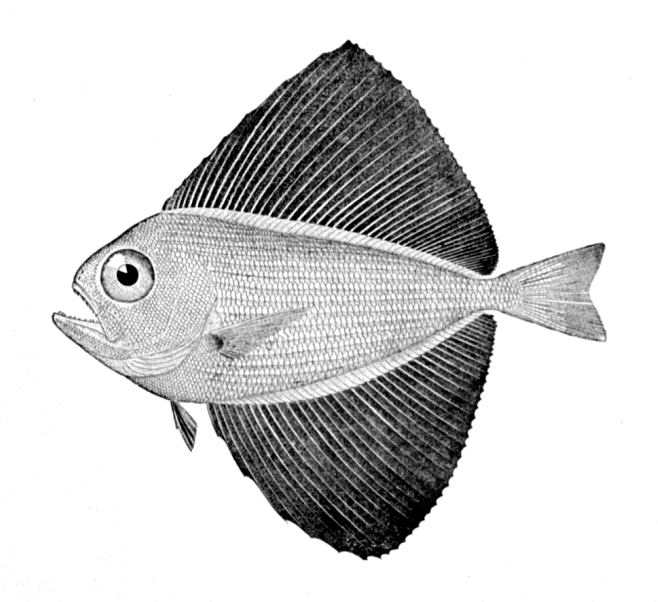
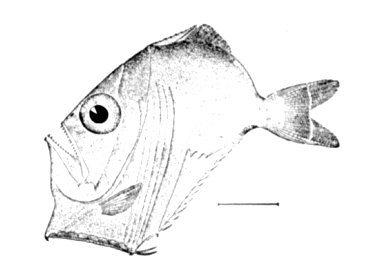

## Aletas de tetrápodos

### Ballenas, delfines, y marsopas

Aleta dorsal de una orca en relación con un humano

Las aletas de los cetáceos no son homólogas a la de los peces sino que han surgido después por evolución convergente. La aleta caudal de los cetáceos, a diferencia de la de los peces, suele ser horizontal en vez de vertical. Los cetáceos no tienen aletas pélvicas y sólo algunas especies han desarrollado una única aleta dorsal (las aletas dorsales de los peces son cómunmente dos, aunque su número puede variar). En cuanto al tamaño, una aleta dorsal de una orca macho es de 1,8 metros de alto (la orca hembra la tiene más corta y más curvada). Muchas  orcas machos (30-100%) en cautividad experimentan el colapso de la aleta dorsal, posiblemente por falta de ejercicios y decayendo el tono muscular, otros posibles factores pueden ser cambio de dieta, navegación zigzageante, reacción con el nitrato de sodio en la glándula pituitaria perdiendo entonces tejido conectivo de la aleta dorsal (pero solo cerca del 1% de las orcas salvajes colapsan sus aletas dorsales). Las aletas dorsales de muchas otras ballenas son relativamente pequeñas. La ballena boreal Balaena mysticetus no tiene aleta dorsal, como adaptación evolutiva por su vida nadando bajo los hielos.
Las aletas dorsales de las orcas, con el tiempo, desarrollan marcas y patrones distintivos, ayudando a los biólogos a identificar individuos en el campo.

### Ictiosaurios

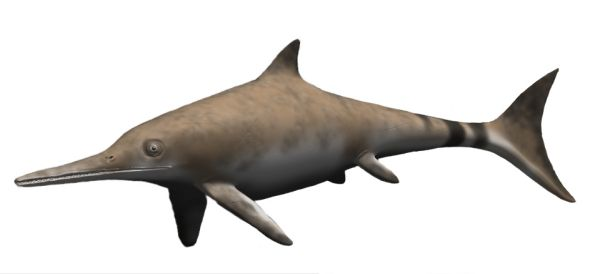
En una evolución paralela pero independiente, el antiguo reptil Ichthyosaurus communis desarrolló aletas muy similares a las de los peces o delfines

Los reptiles fósiles ictiosaurios también desarrollaron aletas. El paleontólogo Stephen Jay Gould decía que el ictiosaurio era su ejemplo favorito de evolución convergente.